# Economie van de Filipijnen
De economie van de Filipijnen is een van de opkomende economieën van de wereld en een van de zogenaamde newly-industrialized countries (NIC) in Zuidoost-Azië. In 2004 was de economie van de Filipijnen volgens de wereldbank de 24e economie van de wereld op basis van bruto binnenlands product (bbp) naar koopkrachtpariteit (in het Engels: Purchasing Power Parity).
Belangrijke sectoren in de Filipijnse economie zijn de landbouw en onderdelen uit de industrie, zoals voedselproductie, productie van textiel en kleding, elektronica en auto-onderdelen. De meeste industrie zit geconcentreerd rond de stedelijke gebieden van Metro Manilla. De sector mijnbouw heeft een grote potentie in de Filipijnen, omdat het land grote voorraden chroom, nikkel en koper in de grond heeft zitten. Recent is bovendien voor de kust van de eilandengroep Palawan aardgas gevonden. Deze vondst komt boven op de aanzienlijke reeds bestaande steenkolen voorraden en het aanwezige potentieel op het gebied van geothermische en waterkrachtgedreven energie.

## Geschiedenis
Sinds de onafhankelijkheid van de Filipijnen kort na de Tweede Wereldoorlog heeft de economie van het land een zeer wisselende ontwikkeling doorgemaakt. Direct na de Tweede Wereldoorlog werden de Filipijnen beschouwd als een van de rijkste landen van Azië met een snelle groei van haar economie. In de loop der jaren nam deze groei echter af. Tijdens een zeer ernstige recessie in 1984-1985, tijdens het bewind van president Ferdinand Marcos, kromp de economie met meer dan 10%. De politieke instabiliteit in de tijd na zijn afzetting, onder president Corazon Aquino, had een slechte invloed op de economische activiteit en groei. De opvolger van Aquino, president Fidel Ramos, introduceerde bij zijn aantreden in 1992 een breed scala aan economische hervormingen en initiatieven met als doel de groei van de bedrijvigheid en buitenlandse investeringen te stimuleren.
De maatregelen sloegen aan en de economie groeide in die jaren snel. De financiële crisis in Azië in 1997 zorgde er echter voor dat deze groei weer tot staan gebracht werd. De groei ging van 5% in 1997 tot -0,5% in 1998. De regering onder leiding van de opvolger van Ramos, Joseph Estrada slaagde erin dit weer enigszins om te buigen, maar problemen in het stelsel van banken in de Filipijnen in april 2000 en de afzetting van de president in 2001 beïnvloeden de groei weer in negatieve zin. De huidige regering onder leiding van president Gloria Macapagal-Arroyo legt ook weer sterk de focus op een snellere en grotere economische groei. In 2004 groeide de Filipijnse economie met 6,1% en groeide daarmee sneller dan meeste analisten hadden verwacht. In 2005 liet de Filipijnse peso een appreciatie groei zien van 6%, wat op dat moment de snelste was in de hele regio.
De groei van de economie kwam met 5,1% echter iets lager uit dan het jaar ervoor, mede als gevolg van de hoge olieprijzen. In 2006 liet de Filipijnse economie mede onder invloed van twee vooral voor de landbouwsector verwoestende tyfoons met 5,4% opnieuw een dergelijke groei zien. In 2007 is de Filipijnse regering van plan om de uitgaven op het gebied van infrastructuur op te schroeven en heeft voor de aankomende jaren groeipercentages van 7% in 2007, 8% in 2008 en 9% in 2009 als doelstelling.
Ondanks deze positieve vooruitzichten en voorspellingen heeft de Filipijnse overheid te maken met grote uitdagingen op het gebied van de armoedebestrijding. Gemeten naar BBP per hoofd van de bevolking (per capita) stonden de Filipijnen in 2005 volgens cijfers van het Internationaal Monetair Fonds (IMF) wereldwijd op de 120e plaats met 1159,2 US$. Ter referentie: Het BBP per capita was in dat jaar 3% van dat van Nederland (38.618 US$). De verdeling van inkomen is bovendien ongelijk verdeeld en de armoede in het land blijft hoog. Zo blijkt uit statistieken van het National Statistical Coordination Board dat 24% van alle Filipijnse families (30% van alle mensen) in 2003 onder de armoedegrens leefde. Daarnaast heeft de regering, zoals vaker in de Filipijnse geschiedenis, te maken met een hoge mate van corruptie en een hoge mate van politieke instabiliteit.

## Macro-economische ontwikkeling in cijfers
Hieronder staat een tabel met enkele macro-economische cijfers van de Filipijnen zoals gepubliceerd door het Internationaal Monetair Fonds. De cijfers geven een indicatie van de ontwikkeling van de Filipijnse economie. 1 Filipijnse peso is hier gewaardeerd als 0,78 US$.
| Jaar | Bbp1 x mln () | Bbp1 per capita () | Bbp1per capita (US$) | / US$ | jaarlijkse inflatie |
| ---- | ------------- | ------------------ | -------------------- | ----- | ------------------- |
| 1980 | 243.749       | 5.044.474          | 671,6                | 2,32  | 18,2                |
| 1985 | 571.883       | 10.460.637         | 562,2                | 4,51  | 23,2                |
| 1990 | 1.074.510     | 17.471.707         | 718,1                | 5,74  | 13,2                |
| 1995 | 1.905.951     | 27.885.369         | 1105,0               | 8,11  | 8,5                 |
| 2000 | 3.354.727     | 43.939.946         | 994,3                | 11,00 | 4,3                 |
| 2005 | 5.379.251     | 63.855.498         | 1.159,2              | 12,76 | 7,6                 |
| 2006 | 6.048.297     | 70.389.750         | 1.297,9              | 13,34 | 7,4                 |
| 2007 | 6.687.249     | 76.299.844         | 1.455,3              | 13,84 | 4,7                 |

1: huidige prijzen

Voor de vergelijking naar koopkrachtpariteit is de Amerikaanse dollar gewaardeerd op 11,91 Filipijnse peso.